# Strathalbyn
Strathalbyn é uma cidade localizada no estado australiano da Austrália Meridional. De acordo com o censo australiano de 2016, a população era de 5.486 habitantes.